# المحروز (حزم العدين)

تعديل مصدري - تعديل

المحروز محلة تابعة لقرية الزانعة، التابعة لعزلة الاحكوم بمديرية حزم العدين إحدى مديريات محافظة إب في الجمهورية اليمنية، بلغ تعداد سكانها 28 حسب تعداد اليمن لعام 2004.